# Ruletka geodezyjna

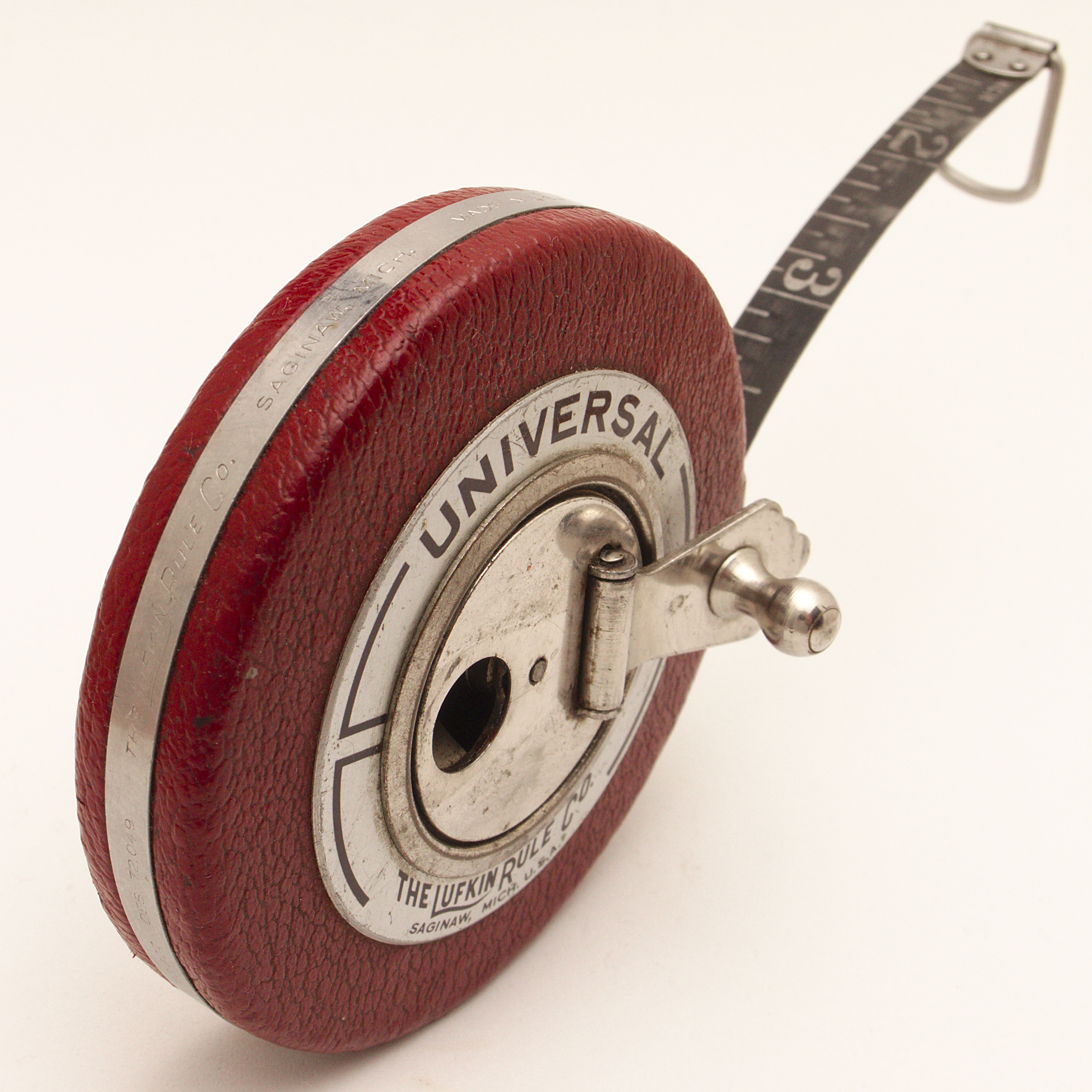
Ruletka w obudowie

Ruletka geodezyjna – to lekki taśmowy przymiar liniowy sprzężony z urządzeniem do szybkiego zwijania używany do wykonywania geodezyjnych pomiarów polowych.
Ruletka geodezyjna wykonana jest z taśmy stalowej o wymiarach w przekroju poprzecznym 10x0,2 i długościach: 10, 20, 25, 30, 50 i 100 m. Taśma zwijania jest na widełki składaną na płasko korbą. Ma podział centymetrowy i najczęściej milimetrowy na pierwszym decymetrze. Opisane są decymetry i metry. Dawniej opis i podziałka wytrawione były w metalu taśmy, później nadrukiem proszkowym nanoszonym na taśmę pokrytą odpornym na ścieranie poliamidem. Ruletki używa się do mierzenia krótkich odległości, najczęściej przy pomiarze szczegółów.